# 邸阁乡
邸阁乡，是中华人民共和国河南省開封市通许县下辖的一个乡镇级行政单位。

## 行政区划
邸阁乡下辖以下地区：
邸阁村、杨武营村、郝庄村、标台村、牌路村、高庄村、仲庄村、庞庄村、祁湾村、烧盆李村、贾庄村、娄庄村、孙庄村、张杠庄村、张斗庄村、各里口村、杨庄村、东时村、代庄村、谢堂村、李菜园村和冯庄村。